# 包良佐
包良佐（1418年—1449年），字克忠，浙江慈溪人。明朝政治人物。

## 生平
正統六年（1441年）辛酉科浙江鄉試第二名。正統七年（1442年）壬戌科會試第六十二名，殿試登進士第二甲第二十名。次年授吏科給事中，后改工科給事中。正統十四年（1449年），跟從明英宗北征瓦剌，在土木之變中殉難。

## 家族
曾祖父包希賢，曾任湖廣副使。祖父包宗遠。父亲包用和。